# Aleksiej Pamiatnych
Aleksiej Aleksiejewicz Pamiatnych (ros. Алексей Алексеевич Памятных, ur. 1946) – rosyjski naukowiec, profesor doktor habilitowany nauk fizycznych w zakresie astronomii ze specjalnością astrofizyka, profesor nadzwyczajny w Centrum Astronomicznym im. Mikołaja Kopernika PAN w Warszawie, działacz rosyjskiego Stowarzyszenia „Memoriał” zasłużony dla upowszechniania prawdy o zbrodni katyńskiej.

## Praca zawodowa
Obronił doktorat z astrofizyki w 1975 roku, stopień doktora habilitowanego uzyskał w 1999 roku. Interesuje się głównie astrofizyką gwiazdową. W 2016 r. otrzymał tytuł profesora.

## Odznaczenia i wyróżnienia
30 listopada 1990 roku otrzymał honorowe wyróżnienie Niezależnego Komitetu Historycznego Badania Zbrodni Katyńskiej za inicjatywę moralną szukania prawdy o Katyniu i całość działania. 3 kwietnia 2003 roku Prezydent RP Aleksander Kwaśniewski odznaczył Aleksieja Pamiatnycha Krzyżem Kawalerskim Orderu Zasługi Rzeczypospolitej Polskiej za wybitne zasługi w ujawnieniu i udokumentowaniu prawdy o zbrodni katyńskiej, a 7 grudnia 2010 roku Prezydent RP Bronisław Komorowski odznaczył go Krzyżem Oficerskim Orderu Odrodzenia Polski za wybitne zasługi w pracy naukowo-dydaktycznej.

## Niektóre publikacje naukowe
- 2008, An asteroseismic study of the Delta Scuti star 44 Tauri, Astron. Astrophys., 478, 855-863, Aleksiej A. Pamiatnych, Lenz P., Breger M., Antoci V.
- 2008, The two hybrid B-type pulsators: Nu Eridani and 12 Lacertae, Mon. Not. R. Astr. Soc., 385, 2061-2068, Aleksiej A. Pamiatnych, Wojciech Andrzej Dziembowski,
- 2008, Determination of intrinsic mode amplitudes of the Delta Scuti stars FG Vir and 44 Tau, Communications in Asteroseismology, vol. 153, 40-48, Aleksiej A. Pamiatnych, Jadwiga Daszyńska-Daszkiewicz, Lenz P., Breger M.
- 2007, Excitation and visibility of slow modes in rotating B-type stars, Mon. Not. R. Astr. Soc., 374, 248-255, Aleksiej A. Pamiatnych, Wojciech Andrzej Dziembowski, Jadwiga  Daszyńska-Daszkiewicz,
- 2007, Beta Cephei instability domain for the new solar composition and with new OP Opacities, Communications in Asteroseismology, Vol. 150, 207-208, Aleksiej A. Pamiatnych, Ziomek W.
- 2007, Interpretation of the Be star HD 163868 oscillation spectrum based on the MOST observations, Communications in Asteroseismology, Vol. 150, 213-214, Aleksiej A. Pamiatnych, Wojciech Andrzej Dziembowski, Jadwiga  Daszyńska-Daszkiewicz,
- 2007, On the prospects for detection and identification of low-frequency oscillation modes in rotating B-type stars, Acta Astronomica, 57, 11-32, Aleksiej A. Pamiatnych, Wojciech Andrzej Dziembowski, Jadwiga  Daszyńska-Daszkiewicz,
- 2006, On the nature of small amplitude peaks in Delta Scuti oscillation spectra, Mem. S. A. It., Vol. 77, 113-116, Aleksiej A. Pamiatnych, Wojciech Andrzej Dziembowski, Jadwiga  Daszyńska-Daszkiewicz,
- 2006, Amplitude variability or close frequencies in pulsating stars: the Delta Scuti star FG Vir, Mon. Not. R. Astr. Soc., 368, 571-578, Aleksiej A. Pamiatnych, Breger M.
- 2005, Inferences from pulsational amplitudes and phases for multimode Delta Sct star FG Vir, Astron. Astrophys., 438, 653-660, Aleksiej A. Pamiatnych, Wojciech Andrzej Dziembowski, Jadwiga  Daszyńska-Daszkiewicz, Breger M., Zima W., Houdek G.
- 2005, Cluster Ages Experiment (CASE): SX Phe stars from the globular cluster Omega Centauri, Mon. Not. R. Astr. Soc., 363, 40-48, Aleksiej A. Pamiatnych, Wojciech Andrzej Dziembowski, Olech A., Kaluzny J., Pych W., Schwarzenberg-Czerny A., Thomson I.B.
- 2005, Constraints on parameters of B-type pulsators from combined multicolour photometry and radial velocity data. I. Beta Cephei stars, Astron. Astrophys., 441, 641-651, Aleksiej A. Pamiatnych, Wojciech Andrzej Dziembowski, Jadwiga  Daszyńska-Daszkiewicz,
- 2003, Constraints on stellar convection from mult-colour photometry of δ Scuti stars, Astronomy ; Astrophysics 407, 999, 2003, 8 stron (H2), Aleksiej A. Pamiatnych, Wojciech Andrzej Dziembowski, Jadwiga Daszyńska-Daszkiewicz.